# Älvdalens kommun
Älvdalens kommun är en kommun i Dalarnas län. Centralort är Älvdalen, som ligger 37 km nordväst om Mora.
Kommunen utgör omkring en fjärdedel av Dalarnas yta. 
Skiftande koalitioner har styrt kommunen som har haft en befolkningsminskning sedan 1990-talet. Turistnäringen dominerar norra delen medan industrisektorn dominerar den södra.

## Administrativ historik
Kommunens område motsvarar socknarna: Idre, Särna och Älvdalen. I dessa socknar bildades vid kommunreformen 1862 Älvdalens landskommun respektive Särna landskommun, denna gemensam för Särna och Idre socknar och därur 1916 Idre landskommun utbröts. Indelningarna påverkades inte av kommunreformen 1952. 
Älvdalens kommun bildades vid kommunreformen 1971 av Älvdalens, Särna och Idre landskommuner och ingår sedan bildandet i Mora domsaga.
Kommunen ingår sedan 2010 i Förvaltningsområdet för samiska, kommunnamnet på sydsamiska är Älvdaelien tjïelte.

## Geografi
Kommunen utgör omkring en fjärdedel av Dalarnas yta. I kommunen finns nationalparker och naturreservat med en sammanlagd yta på mer än 1 800 km² . Här finns också Älvdalens skjutfält, som är Sveriges största med en yta på 540 km². 

### Topografi och hydrografi
Kommunen sträcker sig längs Österdalälven från de höga fjällen i nordväst till de mjuka myrarna och skogarna i mellersta och sydöstra delarna. Landskapet är mångfacetterat med en berggrund som varierar från granit och porfyr i sydöst till sandsten och basalt i mellersta Älvdalen, samt svåreroderade fjällbergarter i nordväst. Morän är den dominerande jordarten och täcks av barrskogar, förutom på kalfjället och i fjällbjörkskogen i väster. Isälvsavlagringar finns längs Österdalälvens dalgång, inklusive den kända rullstensåsen Älvdalsåsen nära tätorten Älvdalen. I nordvästliga delen syns tydliga spår av inlandsisens smältning i form av moränryggar, moränkullar och smältvattensrännor.
Nedan presenteras andelen av den totala ytan 2020 i kommunen jämfört med riket.
|  | Bebyggelse (1,0 %) |

|  | Skog (66,7 %) |

|  | Öppen myrmark (13,7 %) |

|  | Jordbruksmark (0,3 %) |

|  | Övrig mark (18,3 %) |

|  | Bebyggelse (3,1 %) |

|  | Skog (68,0 %) |

|  | Öppen myrmark (7,2 %) |

|  | Jordbruksmark (7,4 %) |

|  | Övrig mark (14,3 %) |

### Klimat
Klimatologiskt är kommunen jämförbar med Sydgrönland, snö finns ca 150 dagar om året.

### Naturskydd
I Älvdalens kommun finns 71 naturreservat. Det finns 500 år gamla tallar i Björnåns naturreservat och naturreservatet Björnåsen är beläget på omkring 800 meters höjd. Ovanliga lavar och mössor som Jättesköldlav, elfenbenslav, trådbrosklav, rödbrun blekspik, grynlav, knottrig blåslav och nordstjärnmossa hittas i Eländesgravens naturreservat.

### Administrativ indelning
Fram till 2016 var kommunen för befolkningsrapportering indelad i
Idre-Särna församling och Älvdalens församling.

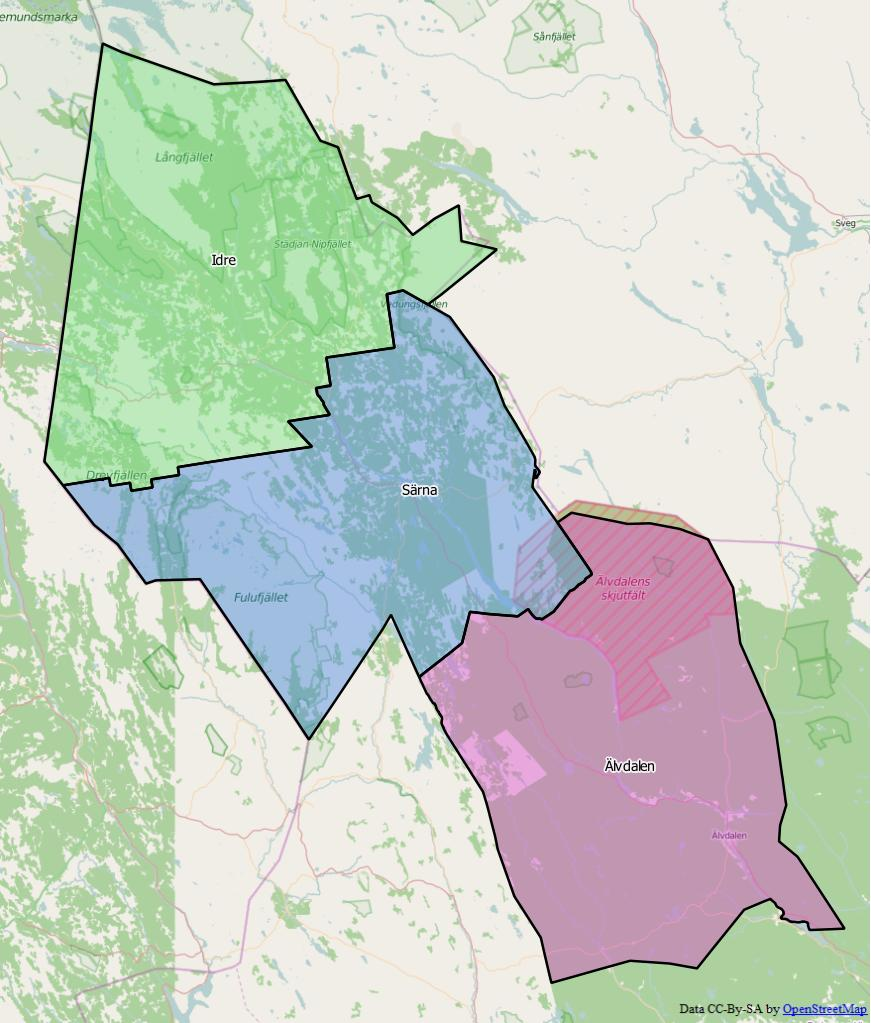
Distrikt (socknar) inom Älvdalens kommun

Från 2016 indelas kommunen i tre distrikt, vilka motsvarar de tidigare socknarna – Idre, Särna och Älvdalen.

### Tätorter
Det finns sju tätorter i Älvdalens kommun. I tabellen presenteras tätorterna i storleksordning per den 31 december 2015. Centralorten är i fet stil.
| Nr | Tätort          | Befolkning |
| -- | --------------- | ---------- |
| 1  | Älvdalen        | 1 863      |
| 2  | Idre            | 706        |
| 3  | Särna           | 675        |
| 4  | Rot             | 662        |
| 5  | Västermyckeläng | 382        |
| 6  | Evertsberg      | 232        |
| 8  | Brunnsberg      | 200        |

## Styre och politik

### Styre
Mandatperioden 2010 till 2014 leddes kommunen av en koalition mellan Centerpartiet, Moderaterna, Kommunlistan och Kristdemokraterna.
2014 till 2018 leddes kommunen av Socialdemokraterna och Miljöpartiet och 2018 till 2022 av Centerpartiet, Socialdemokraterna och Liberalerna.
Sedan valet 2022 leds kommunen av Socialdemokraterna och Centerpartiet.

### Kommunfullmäktige

#### Presidium
| Presidium 2022–2026    | Presidium 2022–2026 | Presidium 2022–2026 |
| ---------------------- | ------------------- | ------------------- |
| Ordförande             | C                   | Kjell Tenn          |
| Förste vice ordförande | S                   | Gunnar Barke        |
| Andre vice ordförande  | SD                  | Kjell Eriksson      |

#### Mandatfördelning 1970–2022
Sedan det första kommunvalet 1970 har Socialdemokraterna varit det största partiet i kommunfullmäktige och Centerpartiet har varit näst största parti i samtliga val utom i valet 2018 då Centerpartiet och Socialdemokraterna fick lika många mandat men Centern hade fler röster. Inget i parti i kommunfullmäktige har någonsin haft egen majoritet. Samtliga av riksdagspartierna har haft representation i fullmäktige, men i kommunvalet 2006 förlorade Vänsterpartiet sitt mandat och i valet 2014 förlorade både Liberalerna och Kristdemokraterna sina mandat. I valet 2018 återfick Vänsterpartiet och Liberalerna varsitt mandat medan MP förlorade sitt. I valet 2022 förlorade Liberalerna sitt mandat igen.

Inför kommunvalet 2002 minskades antalet mandat i kommunfullmäktige till 35 från det ursprungliga 49.
| 19 | 6 |  | 13 | 6 |  | 3 |

| 44 |

| 17 | 5 | 4 | 16 | 4 |  | 2 |

| 43 |

| 18 | 4 | 3 | 16 | 4 |  | 3 |

| 37 | 12 |

| 21 | 5 | 15 | 4 |  | 3 |

| 36 | 13 |

| 23 | 4 | 14 | 2 |  | 5 |

| 39 | 10 |

| 23 | 3 | 12 | 4 |  | 6 |

| 35 | 14 |

| 2 | 22 | 3 | 2 | 11 | 4 |  | 4 |

| 40 | 9 |

| 2 | 21 | 2 | 2 | 9 | 3 |  | 9 |

| 35 | 14 |

| 2 | 22 | 3 |  | 13 |  |  | 6 |

| 31 | 18 |

| 5 | 17 | 2 | 3 | 5 | 9 |  | 2 | 5 |

| 34 | 15 |

|  | 13 | 2 | 2 | 3 | 3 | 5 | 3 |  | 2 |

| 23 | 12 |

| 15 |  |  | 3 |  | 6 | 3 |  | 4 |

| 22 | 13 |

| 14 |  | 4 |  | 7 |  |  | 6 |

| 20 | 15 |

| 17 |  | 2 | 3 | 8 | 4 |

| 19 | 16 |

|  | 11 | 3 | 5 | 11 |  | 3 |

| 20 | 15 |

|  | 10 | 2 | 8 | 10 | 4 |

| 21 | 14 |

### Nämnder

#### Kommunstyrelse
Totalt har kommunstyrelsen elva ledamöter, Centerpartiet har fyra av dem, Socialdemokraterna och Sverigedemokraterna tre vardera och Moderaterna en.
| Presidium 2022–2026    | Presidium 2022–2026 | Presidium 2022–2026 |
| ---------------------- | ------------------- | ------------------- |
| Ordförande             | S                   | Peter Egardt        |
| Förste Vice ordförande | C                   | Maria Eriksson      |
| Andre Vice ordförande  | SD                  | Roger Eriksson      |

#### Lista över kommunstyrelsens ordförande
- Anders Nordin, Moderaterna, 1971–1973[22][23]
- Patrik Olsson, Centerpartiet, 1974–1979[24][25][26]
- Hans Martinsson, Socialdemokraterna, 1980–1984[27][28]
- Gösta Levin, Socialdemokraterna, 1985–1985[29]
- Rolf Rämgård, Centerpartiet, 1986–1988[30][31]
- Gunnar Barke, Socialdemokraterna, 1989–1991[32][33][34]
- Arne Bogghed, Centerpartiet, 1992–1994[35][36]
- Gunnar Barke, Socialdemokraterna, 1995–1998[37][38]
- Herbert Halvarsson, Socialdemokraterna, 1999–2010[39][40][41]
- Kjell Tenn, Centerpartiet, 2010–2014
- Peter Egardt, Socialdemokraterna, 2014–2018[42]
- Kjell Tenn, Centerpartiet, 2018–2022[43]
- Peter Egardt, Socialdemokraterna, 2022–[43]

Denna lista hämtas från Wikidata. Informationen kan ändras där.

#### Övriga nämnder
| Nämnd             | Ordförande | Ordförande    | Vice ordförande | Vice ordförande  |
| ----------------- | ---------- | ------------- | --------------- | ---------------- |
| Myndighetsnämnden | C          | Edita Pinxter | S               | Mattias Högberg  |
| Valnämnden        | S          | Mari Rustad   | C               | Glädje Bo Olsson |

## Ekonomi och infrastruktur

### Näringsliv
Jord- och skogsbruket har traditionellt dominerat näringslivet, framförallt skogsbruket. Turistnäringen har dock vuxit sig starkare, i synnerhet i norra delen av kommunen där turismen dominerar med exempelvis Idre Fjäll. I södra delen av kommunen är istället industrisektorn dominerande. Tillverkningsindustrin sysselsätter ungefär 12 procent, vård och omsorg ungefär 17 procent och jord- och skogsbruk ungefär 9 procent. Bland större privata arbetsgivare återfinns förutom Idre Fjäll, Pressmaster AB och Wasasten AB.
Idre sameby och Ruvhten sijte bedriver renskötsel inom Älvdalens kommun. Idre sameby är Sveriges sydligaste sameby och har sina åretruntmarker i Älvdalens kommun och en del av Härjedalens kommun. Ruvhten har sina vinterbetesmarker i Härjedalens och Älvdalens kommuner.

### Infrastruktur

#### Transporter
Kommunen är genomkorsad av riksväg 70. Dessutom löper länsvägarna 297 och 311 genom kommunen.

#### Utbildning
I kommunen finns fyra grundskolor varav två har högstadium, samtliga är kommunala. Det saknas kommunal gymnasieskola varför kommunen samverkar med Mora och Orsa kommuner. Det finns dock en fristående gymnasieskola i kommunen, Älvdalens Utbildningscentrum.

## Befolkning

### Demografi

#### Befolkningsutveckling
Kommunen har 6 870 invånare (31 mars 2025), vilket placerar den på 252:a plats avseende folkmängd bland Sveriges kommuner.
| Befolkningsutvecklingen i Älvdalens kommun 1970–2020                                                            | Befolkningsutvecklingen i Älvdalens kommun 1970–2020 | Befolkningsutvecklingen i Älvdalens kommun 1970–2020 | Befolkningsutvecklingen i Älvdalens kommun 1970–2020 | Befolkningsutvecklingen i Älvdalens kommun 1970–2020 |
| --- | ---------------------------------------------------- | ---------------------------------------------------- | ---------------------------------------------------- | ---------------------------------------------------- |
| |                                                      |                                                      |                                                      |                                                      |
| År |                                                      |                                                      | Folkmängd                                            |                                                      |
| 1970 | 1970                                                 |                                                      | 8 970                                                |                                                      |
| 1975 | 1975                                                 |                                                      | 8 429                                                |                                                      |
| 1980 | 1980                                                 |                                                      | 8 348                                                |                                                      |
| 1985 | 1985                                                 |                                                      | 8 266                                                |                                                      |
| 1990 | 1990                                                 |                                                      | 8 353                                                |                                                      |
| 1995 | 1995                                                 |                                                      | 8 228                                                |                                                      |
| 2000 | 2000                                                 |                                                      | 7 718                                                |                                                      |
| 2005 | 2005                                                 |                                                      | 7 445                                                |                                                      |
| 2010 | 2010                                                 |                                                      | 7 207                                                |                                                      |
| 2015 | 2015                                                 |                                                      | 7 035                                                |                                                      |
| 2020 | 2020                                                 |                                                      | 7 033                                                |                                                      |
| Anm: Uppgifterna avser förhållandena den 31 december enligt den kommunala indelningen den 1 januari året efter. |                                                      |                                                      |                                                      |                                                      |

#### Utländsk bakgrund
Den 31 december 2014 utgjorde antalet invånare med utländsk bakgrund (utrikes födda personer samt inrikes födda med två utrikes födda föräldrar) 503, eller 7,13 % av befolkningen (hela befolkningen: 7 052 den 31 december 2014). Den 31 december 2002 utgjorde antalet invånare med utländsk bakgrund enligt samma definition 249, eller 3,27 % av befolkningen (hela befolkningen: 7 617 den 31 december 2002).

#### Invånare efter de vanligaste födelseländerna
Följande länder är de 10 vanligaste födelseländerna för befolkningen i Älvdalens kommun per den 31 december 2022.
| Nr | Födelseland   | Antal | Andel (%) | Andel i hela riket |
| -- | ------------- | ----- | --------- | ------------------ |
| 1  | Sverige       | 6 343 | 90,38     | 79,61              |
| 2  | Tyskland      | 84    | 1,20      | 0,53               |
| 3  | Norge         | 68    | 0,97      | 0,38               |
| 4  | Afghanistan   | 63    | 0,90      | 0,62               |
| 4  | Thailand      | 53    | 0,76      | 0,43               |
| 6  | Eritrea       | 46    | 0,66      | 0,47               |
| 7  | Finland       | 34    | 0,48      | 1,26               |
| 8  | Turkiet       | 34    | 0,48      | 0,53               |
| 9  | Nederländerna | 31    | 0,44      | 0,14               |
| 10 | Myanmar       | 21    | 0,30      | 0,02               |

### Språk
Älvdalens kommun uppvisar en stor språklig variation. I kommunen talas rikssvenska, älvdalska, sydsamiska samt idre- och särnamål. Dessutom talas en rad olika invandrarspråk.
Älvdalskan hör till de egentliga dalmålen och talas i södra delen av kommunen i Älvdalens socken. Rent generellt är älvdalskan oförståeligt för en talare av rikssvenska och på grund av sin mycket särpräglade karaktär räknas älvdalskan ibland som ett eget språk. Den har inte status som minoritetsspråk i Sverige, men talas av ungefär tre tusen personer.
I socknarna Idre och Särna i norra delen av kommunen talas rikssvenska, idre- och särnamål samt sydsamiska. Området hade tidigare varit en del av Norge men blev de facto svenskt i samband med freden vid Brömsebro 1645. Idre- och särnamålen räknas ofta som norska dialekter och särskiljer sig därför från både älvdalskan och rikssvenskan. Det finns också en mindre samisk minoritet i området som talar sydsamiska. Arkeologiska spår visar på en lång och kontinuerlig samisk närvaro i området. Vid Grövelsjöområdet ligger exempelvis den övergivna samiska boplatsen Lappvollen som daterats till 1600-talet.
Arkeolingvistiskt forskning, som kombinerar arkeologi med språkforskning, har gett nya insikter om norra Dalarnas äldre språkhistoria. Ursprungligen talades ett paleoeuropeiskt språk, som sedan blev ett substratspråk och ersattes av urnordiska och sydursamiska. Sydursamiskan är föregångare till dagens sydsamiska och förmodas ha etablerats redan under 200-talet e.Kr. i bland annat Dalarna och Härjedalen. Under yngre järnålder präglades Mellanskandinavien av närvaron av två grupper, nordgermaner och sydsamer. Den så kallade fångstmarkskulturen i Mellanskandinavien sammankopplas ofta med den äldre sydsamiska kulturen.
Det finns inget officiellt namn på älvdalska för kommunen, men bygden kallas för Övdaln på älvdalska.

## Kultur

### Museum
I kommunen finns tre museer – Särna skogs- och försvarsmuseum, Porfyr- och Hagströmmuseet samt Rots Skans - Älvdalens Hembygdsgård.
Särna skogs- och försvarsmuseum är beläget i Lomkällan norr om Särna. Här visas, och informeras om, lokala natur- och kulturvärden exempelvis filmer om skidstjärnan Särna Hedlund och bygdens starke man Stor-Per Svensa men även om beredskapstiden. Centralt i Älvdalen ligger Porfyr- och Hagströmmuseet med "en omfattande samling bruks- och prydnadsföremål i porfyr, en utställning om framställningen av järnmalm" men också en större utställning av instrument som tillverkats av AB Albin Hagström. Företaget har tillverkat instrument för bland annat Frank Zappa, Elvis Presley och Calle Jularbo.
Befästningsanläggningen Rots Skans byggdes 1677 då Karl XI regerade. Syftet var skydda mot norska anfall men den används numer som hembygdsgård och museum. Området gestaltar "bebyggelse, boendeformer och hantverk från sen medeltid till sekelskiftet 1900".

### Kulturarv
År 2022 fanns 658 bekräftade fornlämningar i kommunen och 971 övriga kulturhistoriska lämningar. Bland dessa återfinns fossila åkrar, broar och kåtalämningar. Däribland resterna efter en kåta där samen Jon Jonasson Fjällgren bodde i början av 1900-talet.

### Kommunvapen
Blasonering: I fält av silver ett rött treberg, belagt med ett armborst, och däröver en av en vågskura bildad blå ginstam, belagd med en lie av silver.
Vapnet fastställdes för Älvdalens landskommun år 1946. Även Särna och Idre landskommuner hade vapen vid sammanläggningen 1971. Det skulle sedan dröja ända till 1991 innan Älvdalens vapen kunde registreras i PRV.

Idre landskommun (1944–1970)
Särna landskommun (1947–1970)
Älvdalens landskommun (1946–1970)